# Y. Frank Freeman

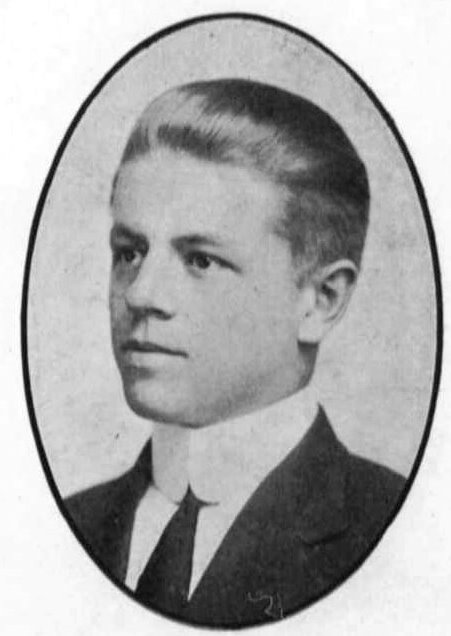
Y. Frank Freeman, c. 1910

Young Frank Freeman (14 de dezembro de 1890 – 6 de fevereiro de 1969) foi um executivo da indústria cinematográfica como diretor da Paramount Pictures.
Formado em 1910 pelo Georgia Institute of Technology, além do trabalho na Paramount trabalhou noutros setores, como em banco e no ensino superior.
Foi o primeiro vencedor do Jean Hersholt Humanitarian Award.